# Kabupaten Bangkalan
Kabupaten Bangkalan är ett kabupaten i Indonesien.   Det ligger i provinsen Jawa Timur, i den västra delen av landet, 700 km öster om huvudstaden Jakarta. Antalet invånare är 906 761. Kabupaten Bangkalan ligger på ön Madura.